# Aktuelle Papier-Rundschau

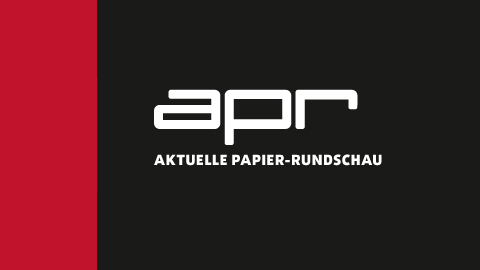
Das Logo der Zeitschrift

Die Aktuelle Papier-Rundschau ist eine deutsche Fachzeitschrift für die papier- und kartonerzeugende sowie -verarbeitende Industrie. Sie wird von der Keppler Mediengruppe herausgegeben. Im Jahr erscheinen acht Ausgaben. Die Druckauflage beträgt 4.500 Exemplare (Stand 2018).
Die  Zeitschrift wurde 1876 als Papier-Zeitung begründet und hieß später Allgemeine Papier-Rundschau.